# Акустомагнетоэлектрический эффект
Акустомагнетоэлектрический эффект — явление возникновения в проводниках, помещённых во внешнее магнитное поле и при прохождении через них ультразвука, электродвижущей силы в поперечном к направлению распространения звука направлении. Было открыто Ю. В. Гуляевым в 1964 г. В основе явления лежит взаимодействие ультразвука с электронами в разных энергетических состояниях, подобно тому как при гальваномагнитных явлениях с электронами взаимодействует электрическое поле, а при термомагнитных явлениях с электронами взаимодействует разность температур.